# Окна сатиры РОСТА

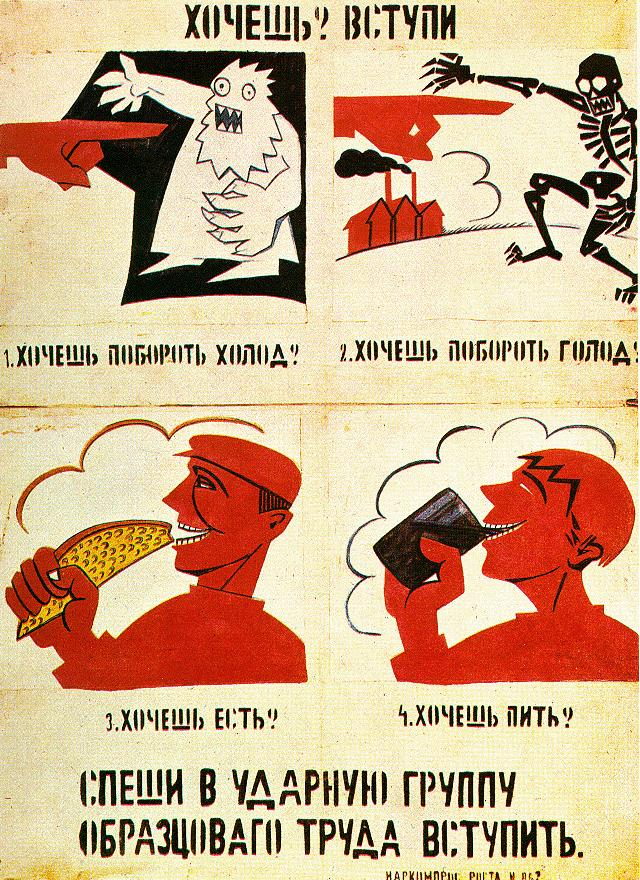

«Окна сатиры РОСТА» (Окна РОСТА) — серия плакатов, созданная в 1919—1921 годах советскими поэтами и художниками, работавшими в системе Российского телеграфного агентства (РОСТА). «Окна РОСТА» — специфическая форма массового агитационного искусства, возникшая в период Гражданской войны и интервенции (1918—1920). Плакаты отличали яркие цвета, лаконичные тексты, примитивистский стиль и оперативность создания.

## Характеристика
Сатирические плакаты, выполненные в острой и доступной манере, снабжённые лаконичными стихотворными текстами, разоблачали противников молодой республики Советов. «Окна РОСТА» посвящались злободневным событиям, были иллюстрациями к телеграммам, передававшимся агентством в газеты.
Владимир Маяковский в своей работе «Грозный смех» писал о них так: «Это протокольная запись крупнейшего трехлетия революционной борьбы, переданная пятнами красок и звоном лозунгов. (…) Это телеграфные вести, моментально переданные в плакат, это декреты, сейчас же распубликованные на частушки, это новая форма, выведенная непосредственно жизнью, это те плакаты, которые перед боем смотрели красноармейцы, идущие в атаку, идущие не с молитвой, а с распевом частушек».
За исключением первых, нарисованных от руки, плакаты выполнялись и размножались с использованием трафарета до 150 и более экземпляров, а затем выставлялись в витринах в столице и других городах — обычно в пустующих гастрономических магазинах. В своих воспоминаниях В. Б. Шкловский утверждал, что:

«Окна РОСТА» правильно существовали и кончились тогда, когда опять появились магазины.— «В. Маяковский в воспоминаниях современников»

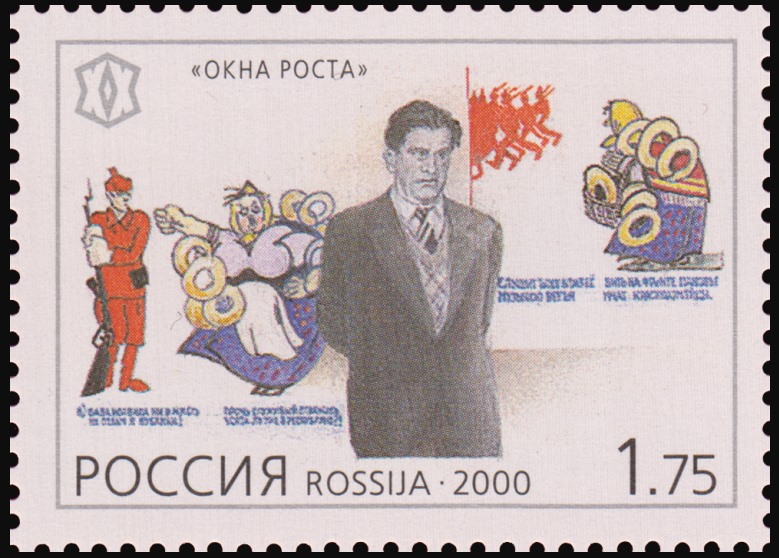
Почтовая марка

Окна сатиры возникли осенью 1919, первый плакат с текстом Грамен и рисунками Черемных был выставлен в Москве в начале сентября, к 1920 году «Окна РОСТА» добрались до Баку, Саратова, Харькова, Одессы, Ростова-на-Дону, выходили они до 1921 года. Темами плакатов были борьба с Врангелем и тифозными вшами, голодающие и т. п.
В «Окнах РОСТА» активно использовались традиции лубка и раёшника. Техника рисунка в «Окнах РОСТА» отличалась акцентированной простотой и лаконизмом используемых изобразительных средств (раскраска в 2—3 цвета, выразительность силуэтов).
«Специфика их заключалась в немедленной реакции на самые злободневные вопросы и факты. Тексты „Окон РОСТА“ отличались простотой и точностью характеристик, идущих от традиций народных лубков и частушек. В этих текстах нашел своё яркое выражение талант Маяковского-публициста. (…) Плакаты РОСТА, как правило, многосюжетны. В них сложился и типизировался определённый дух персонажей, переходящих из плаката в плакат: рабочий, красноармеец, крестьянин, капиталист, поп, кулак».

## Противостоящие творческие организации
Окнам РОСТА, по мнению историка Владлена Сироткина, противостоял ОСВАГ:

«С высоты прошедших лет, читая воспоминания участников Гражданской войны с „красной“ и „белой“ сторон, начинаешь понимать, что оба „агитпропа“ — в Москве и в Ростове-на-Дону — были зеркальным отражением друг друга, только с обратными знаками. В Москве висели „Окна РОСТА“ со стихами Маяковского и Демьяна Бедного, в Ростове — „Окна ОСВАГа“ с виршами Наживина или „белого Демьяна“ рифмоплета А. Гридина. Там красноармеец протыкает штыком буржуя и белого генерала, здесь ражий доброволец — „жида“ Троцкого».— Владлен Сироткин. «Зарубежные клондайки России»

## Художники
Первое «Окно РОСТА» исполнил в октябре 1919 М. М. Черемных. Впоследствии к нему присоединились В. В. Маяковский, создававший как рисунки, так и подписи, а также Д. С. Моор, И. А. Малютин, А. М. Нюренберг, М. Д. Вольпин, П. П. Соколов-Скаля, Б. Н. Тимофеев, В. В. Хвостенко и др. Аналогичные «окна» выпускались также в Петрограде (Л. Г. Бродаты, В. В. Лебедев, А. А. Радаков и др.), на Украине (Б. Е. Ефимов и др.), в Саратове, Баку и др. городах.
В создании «Окон РОСТА» участвовали также Казимир Малевич, Аристарх Лентулов, Илья Машков и Кукрыниксы. «Окна РОСТА» имели существенное значение для становления советского изобразительного искусства.
Персональную выставку Маяковского «20 лет работы», экскурсоводом на которой был сам Маяковский и в основу экспозиции которой легли «Окна сатиры РОСТА», не посетили ни представители творческой интеллигенции, ни руководящие лица.